# Tanjungtiga
Tanjungtiga is een bestuurslaag in het regentschap Subang van de provincie West-Java, Indonesië. Tanjungtiga telt 8071 inwoners (volkstelling 2010).